# Le Lion-d'Angers
Le Lion-d'Angers es una comuna nueva francesa situada en el departamento de Maine y Loira, de la región de Países del Loira.

## Historia
Fue creada el uno de enero de 2016, en aplicación de una resolución del prefecto de Maine y Loira de 12 de agosto de 2015 con la unión de las comunas de Andigné y Le Lion-d'Angers, pasando a estar el ayuntamiento en la antigua comuna de Le Lion-d'Angers.

## Demografía
| Gráfica de evolución demográfica de Le Lion-d'Angers entre 1800 y 2014 |
|                                                                        |

Los datos entre 1800 y 2014 son el resultado de sumar los parciales de las dos comunas que forman la nueva comuna de Le Lion-d'Angers, cuyos datos se han cogido de 1800 a 1999, para las comunas de Andigné y Le Lion-d'Angers de la página francesa EHESS/Cassini. Los demás datos se han cogido de la página del INSEE.

## Composición
| Comuna           | Código INSEE | Población (2013) | Superficie (km²) | Densidad (hab./km²) |
| ---------------- | ------------ | ---------------- | ---------------- | ------------------- |
| Andigné          | 49005        | 388              | 6.63             | 59                  |
| Le Lion-d'Angers | 49176        | 4465             | 47.74            | 94                  |